# Gyps tenuirostris
Gyps tenuirostris (лат.) — вид грифов Старого Света. Распространён в Индии и сопредельных странах Азии. Гнездится на деревьях. До недавнего времени не считался отдельным и признавался подвидом индийского сипа. Депопуляция грифов в Южной Азии нанесла ему существенный урон.

## Описание
Как и индийский сип, на которого он в целом похож, при наличии, однако, некоторых различий во внешнем виде и поведении, это средних размеров гриф. Длина тела 80—95 см. Окрас в основном серый, голова чёрная. Шея длинная.

## Распространение
Распространён на части территории Индии, Бангладеш, Непала, Мьянмы и Камбоджи.

## Сохранение
Популяция сильно пострадала во время грифового кризиса в Индии, вероятно, из-за использования диклофенака в животноводстве. Предпринимаются усилия для сохранения вида, в том числе в виде программ по выращиванию птиц в неволе с их последующим выпуском в природную среду. Существует колония этих грифов в Камбодже.